# Futbol'nyj Klub Volga Gor'kij
Il Futbol'nyj Klub Volga Gor'kij (in russo футбольный клуб Волга Горький?) fu una società calcistica sovietica con sede nella città di Gor'kij. Giocò una stagione nella massima serie del Campionato sovietico di calcio.

## Storia
Il club fu fondato nel 1963 e immediatamente ammesso alla Vtoraja Gruppa A 1963, seconda serie del campionato sovietico. Nella stagione di debutto, si classificò al secondo posto, ottenendo la promozione in massima divisione. Dopo aver terminato il campionato successivo al 14º posto su 17 squadre, il club lasciò la massima divisione.
Rimase in seconda serie fino al 1969: al termine di questa stagione la riforma dei campionati e il sesto posto finale nel girone 2 condannò il club alla retrocessione in terza serie.
Negli anni '70, il club rimase stabilmente in terza serie, ottenendo come miglior risultato il terzo posto del proprio girone, per tre volte: nel 1971, nel 1972 e nel 1974. In quest'ultima occasione la terza posizione gli consentì di partecipare al girone semifinale di Groznyj, in cui finì quinta, fallendo l'accesso al girone finale per la promozione.
In seguito le prestazioni subirono un declino: l'ultima stagione per il club è stata quella del 1984. L'anno successivo il club fu espulso dal campionato e sciolto per aver violato lo Statuto federale.
Nel 2005, a Nižnij Novgorod (nuovo nome della città di Gor'kij) il club noto come Ėlektronika cambiò denominazione in Futbol'nyj Klub Volga Nižnij Novgorod, richiamando lo storico nome della società.

## Statistiche e record

### Partecipazione ai campionati
| Livello | Categoria        | Partecipazioni | Debutto | Ultima stagione | Totale |
| ------- | ---------------- | -------------- | ------- | --------------- | ------ |
| 1º      | Pervaja Gruppa A | 1              | 1964    | 1964            | 1      |
| 2º      | Vtoraja Gruppa A | 6              | 1963    | 1969            | 6      |
| 3º      | Vtoraja Gruppa A | 1              | 1970    | 1970            | 15     |
| 3º      | Vtoraja Liga     | 14             | 1971    | 1984            | 15     |